# Duplicação cromossômica

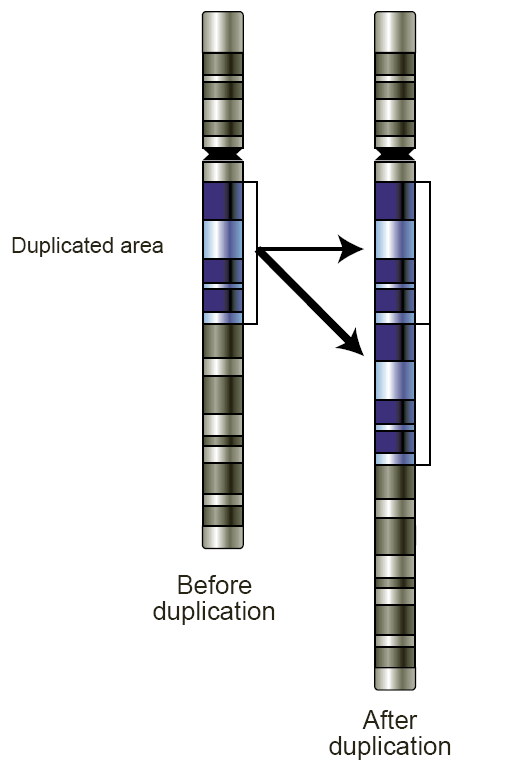
Esquema de uma região de um cromossomo antes e depois de um evento de duplicação

A duplicação de genes é qualquer duplicação de uma região de pares de base de ADN que contém um gene, sendo uma das formas de mutação estrutural que altera um cromossomo; pode ocorrer com um erro no alinhamento na recombinação homóloga, um evento de retrotransposição, replication slippage ou duplicação de um cromossomo inteiro. Em alguns casos, a sequência duplicada pode divergir e desempenhar novas funções biológicas. Em outros, a cópia pode permanecer com a sequência inalterada. Duplicação é a maneira mais comum de novos genes surgirem em genomas eucariotos.
A segunda cópia de um gene é, muitas vezes, livre de pressão seletiva, isto é, mutações que nele ocorrem não têm efeitos deletérios no organismo hospedeiro. Então, a cópia pode sofrer mutações mais rápido que um gene funcional, ao longo de gerações de organismos.
A duplicação de genes desempenha uma função importante na evolução; fato que tem sido mantido pela comunidade científica há 100 anos. Susumu Ohno foi um dos mais famosos desenvolvedores desta teoria, no seu livro clássico Evolution by gene duplication (1970). Ohno argumenta que a duplicação de genes é a mais importante força evolutiva, desde a emergência do descendente comum. Enquanto a seleção natural meramente modificou, a redundância criou.
Duplicação de genomas inteiros não são eventos tão incomuns, sendo essa uma das mais importantes formas de um genoma aumentar de tamanho. Acredita-se que o genoma inteiro das leveduras sofreu duplicação há cerca de 100 milhões de anos. As plantas são os mais frequentes duplicadores de genomas. Por exemplo, o trigo é hexaplóide (um tipo de poliploidia), significando que possui seis cópias do seu genoma.
Genes que se diferenciam porque originaram da duplicação de um gene ancestral são considerados parálogos, enquanto genes que divergem de um gene ancestral comum por separação filogenética a nível de organismo são ortólogos (similar ao uso comum de homologia). Ao longo da evolução, esse processo pode ocorrer repetidas vezes, formando famílias de genes. A família multigênica da globina, no genoma humano, por exemplo, tem 12 membros que codificam mioglobina e várias cadeias de α- e β-hemoglobina. Essa família se originou por duplicação de um gene ancestral de globina em um ancestral dos gnatostomados (vertebrados).
Existem alguns destinos para genes duplicados

## Destinos para genes duplicados
Em geral, a duplicação parece ser menos nociva que a deleção. As duplicações podem originar-se por crossing-over desigual ou por segregação anormal da meiose num portador de uma translocação ou por inversão.
Existem alguns destinos para genes duplicados

### Pseudogenização
A duplicação gênica pode levar à cópia proveniente de um gene funcional se tornar não-funcional (pseudogene). Isso pode ser prejudicial e não provavelmente não será mantida na população nem desenvolverá novas funções. Entretanto, a duplicação ocorre comumente sem ser prejudicial ou benéfica, mas sim neutras, e essas sequências neutras podem ser perdidas ou se propagar na população aleatoriamente por flutuações via Deriva genética.

### Neofuncionalização
São essenciais como fonte para novidades genéticas, podendo gerar inovações evolutivas. A duplicação gera a redundância na qual, muitas vezes, a segunda cópia do gene não sofre pressão seletiva, ou seja, suas mutações não tem efeitos deletérios no organismo. Caso uma das cópias sofra uma mutação que afete sua função original, a outra cópia será capaz de cobrir por esse déficit. Assim, há um acúmulo de mutações numa taxa maior em genes duplicados do que naqueles que tem somente uma cópia, além da possibilidade de uma dessas cópias desenvolver uma nova função. Há exemplos de neofuncionalização, como na família dos peixes Nototheniidae, na qual houve uma mutação de um gene digestivo duplicado gerando uma função anticongelante, a duplicação também gerou um novo gene de veneno de cobra e a síntese de 1 beta-hidroxitestosterona em porcos por meio da neofuncionalização. 
Susumu Ohno foi um dos maiores desenvolvedores dessa teoria em seu clássico livro Evolution by gene duplication (1970). Ele argumenta que a duplicação de genes foi a força evolutiva mais importante desde o surgimento do Último ancestral comum universal. Duplicações de genomas podem ser bem comuns. As plantas são as duplicadoras genômicas mais prolíficas, como exemplo, o trigo é hexaploide - um tipo de poliploide - ou seja, ela tem seis cópias do próprio genoma.

### Subfuncionalização
Cada cópia de um gene passa a desenvolver um subconjunto de funções da função antes exercida apenas pelo gene original. Assim, é vital que não haja a perda de gene, já que agora ambos performam importantes funções não redundantes, porém nenhum deles consegue alcançar a neofuncionalização.
A subfuncionalização pode ocorrer por meio de um processo neutro. Todavia, há casos em que esse processo é benéfico, como em genes pleiotrópicos e que exercem duas funções, normalmente nenhuma das funções pode ser alterada sem afetar a outra. Desse modo, a subfuncionalização de um gene ancestral que é pleiotrópico permite a especialização de subfunções, promovendo benefícios adaptativos.

### Cromossomos em anel
As deleções terminais nos dois braços de um cromossomo podem dar origem a um cromossomo em anel, caso as extremidades livres fraturadas se soldarem. Os cromossomos em anel podem dividir-se normalmente durante a mitose ou meiose, mas sujeitos à degeneração.